# Norra Möre härad
Norra Möre härad var ett härad i Småland och Kalmar län som numera utgör delar av Kalmar kommun och Nybro kommun. Häradets areal var 757,99 kvadratkilometer varav 751,07 land.  Tingsplats var från 1677 till mitten av 1930-talet Rockneby och därefter Kalmar.

## Namnet
Ortnamnet skrevs omkring år 900 Meore och 1177 in Møre. Det innehåller en avledning av det dialektala och fortfarande levande mör som betyder "myr", "mosse" eller "kärr".

## Socknar
Norra Möre härad omfattade åtta socknar.
I Kalmar kommun
- Dörby
- Förlösa
- Kalmar (uppgick 1925 i Kalmar stad)
- Kläckeberga
- Ryssby
- Åby

I Nybro kommun
- Bäckebo
- Kristvalla

## Geografi
Häradet var beläget invid Kalmar sund norr om Kalmar. Vid kusten finns odlingslandskap, resten av kusten domineras av skog.
Sätesgårdar var Stävlö slott (Åby socken), Läckeby herrgård (Åby), Björnö säteri (Åby), Ebbetorps herrgård (Dörby), Barkestorps säteri (Dörby), Ulvsborgs herrgård (Dörby), Kläckeberga säteri (Kläckeberga), Kärrstorps herrgård (Kläckeberga), Ryssbylunds säteri (Ryssby), Skälby kungsgård (Kalmar socken) och Törneby herrgård (Kalmar socken). Inom den historiska Kalmar stads område finns Kalmar slott och ruinerna av Grimskärs skans.

## Län, fögderier, tingslag, domsagor och tingsrätter
Häradet hörde till Kalmar län. Församlingarna tillhör(de) från 1604 till 1915 till Kalmar stift, innan dess till Linköpings stift och därefter till Växjö stift.
Häradets socknar hörde till följande fögderier:
- 1720-1863 Norra Möre, Strands och Handbörds fögderi
- 1864-1945 Norra Möre och Strands fögderi
- 1946-1966 Kalmar norra fögderi
- 1952-1966 Kronokamreraren i Kalmar (Dörby och Kläckeberga socken)
- 1967-1990 Kalmar fögderi

Häradets socknar tillhörde följande tingslag, domsagor och tingsrätter:
- 1680-1947 Norra Möre tingslag i 
  - 1680-1771 Södra Möre, Norra Möre, Stranda och Handbörds domsaga
  - 1772-1857 Norra Möre, Stranda och Handbörda domsaga
  - 1858-1947 Norra Möre och Stranda domsaga (till 1952 för Kristvalla socken, till 1965 för Dörby och Klackeberga
- 1948-1968 Norra Möre och Stranda domsagas tingslag
- 1952-1968 Södra Möre domsaga med Södra Möre tingslag för Kristvalla socken
- 1965-1970 Kalmar rådhusrätt och dess domkrets för Dörby och Kläckeberga socknar
- 1969-1970 Möre och Ölands domsaga för Ryssby, Åby, Förlösa, Kristvalla och Bäckebo socknar
- 1971- Kalmar tingsrätt och domsaga för Kläckeberga, Dörby, Ryssby, Åby och Förlösa socknar samt från 1982 för Kristvalla och Bäckebo socknar
- 1971-1981 Möre och Ölands tingsrätt och domsaga för Kristvalla och Bäckebo socknar

## Norra Möre häradsallmänning
Norra Möre Häradsallmänning är en häradsallmänning som numera omfattar 303 hektar produktiv skogsmark.

## Häradshövdingar
| Ämbetstid | Namn                               | Levnadstid |
| --------- | ---------------------------------- | ---------- |
| 1532–1534 | Lars skrivare                      |            |
| 1534–1537 | Esbjörn Torkilsson (Bock af Näs)   |            |
| 1537–1540 | Olof Törne                         |            |
| 1543      | Nils Joensson                      |            |
| 1545–1559 | Per Olsson                         |            |
| 1559–1562 | Joen skrivare (Barkestorpsätten)   |            |
| 1568      | Bengt Bagge                        |            |
| 1573–1578 | Anders Stråle                      |            |
| 1589–1599 | Christoffer Andersson (Gyllengrip) |            |
| 1599–     | Sven Pedersson (Bagge af Söderby)  |            |
| 1641–1642 | Johan Qvickelberg                  |            |
| 1642–1644 | Erik Lagerqvist                    |            |
| 1644–1648 | Mathias Lillieholm                 |            |
| 1648–1651 | Erik Gyldenbring                   |            |
| 1652      | Johan Gotthard Wallrave            |            |